# Роман Корбан
Роман Корбан (23 травня 1927, Надвірна, Надвірнянський повіт, Станіславівське воєводство, Польська Республіка — 15 січня 2024, Сідней, Австралія) — польський легкоатлет.

## Біографія
Народився 23 травня 1927 р. в Надвірній на Прикарпатті в родині Яна та Катаржини Октавєц.
Після Другої світової війни він займався легкою атлетикою в клубах з Три-Сіті. У  Варшавою 1956 році закінчив Університет фізичного виховання.
Він брав участь в Олімпійських іграх 1952 року в Гельсінкі, де вибув у 800-метровій кваліфікації. Тричі він вигравав чемпіонат Польщі на 800 і 1500 метрів, а десять разів стояв на подіумі літнього і національного чемпіонату. У 1951 році під час чемпіонату світу  у Берліні, він виграв срібло на 800 метрів, у команді виграв бронзу в естафеті 4 х 400 метрів. Команда з Корбаном у складі з часом 3:17.2 встановив польський рекорд.

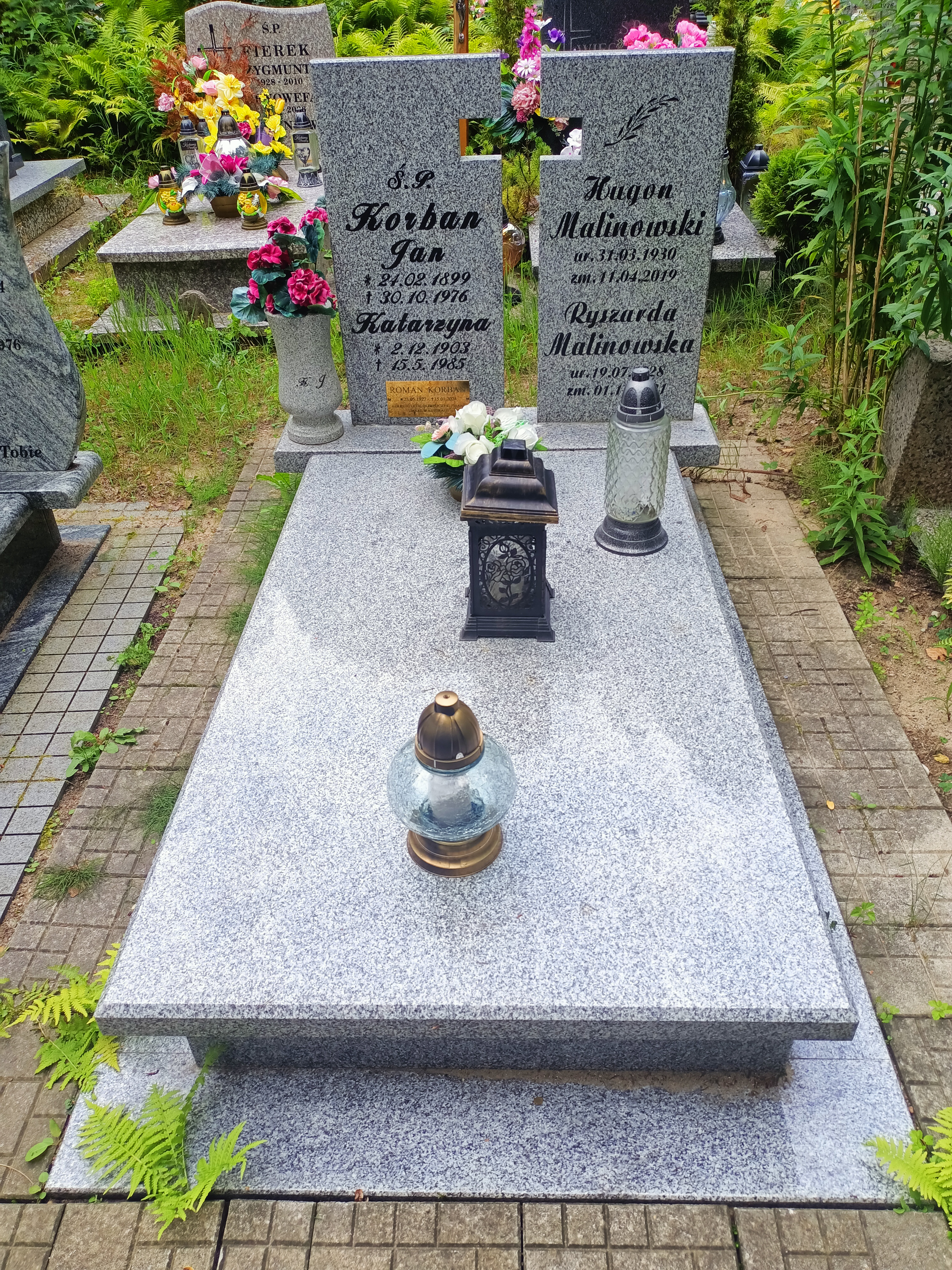
могила

Після закінчення професійної кар'єри у 1953р — тренер. Працював у Регіональній раді ZS Stal у Гданську, БКС Скра у Варшаві, а в 1965—1968 роках був головою Центральної ради тренерів ПЗЛА. З 1972 по 1975 рік в США, з 1981 року в Австралії, працюючи в реабілітаційних клініках.
Помер 15 січня 2024 року в Сіднеї у віці 96 років. Похований на Вітомінському цвинтарі у Гдині.

## Вибрані твори
- «35 років слави олімпійського спорту» (1976),
- «американсько-польський спорт» (1980)
- «Ласкаво просимо в Австралію» (2000).